# Asilus inamatus
Asilus inamatus är en tvåvingeart som beskrevs av Walker 1860. Asilus inamatus ingår i släktet Asilus och familjen rovflugor. Inga underarter finns listade i Catalogue of Life.